# Uova ripiene
Le uova ripiene, anche note come uova alla diavola e uova alla russa, sono un antipasto diffuso a livello mondiale.
Trattasi di uova bollite, dimezzate e i cui tuorli, dopo essere stati mescolati con un legante (maionese, senape, burro, salsa tartara o olio), sottaceti (ad esempio capperi, cetrioli e cipolline), spezie, prezzemolo, tonno in scatola o altri ingredienti, vengono riposti nella cavità degli albumi.

## Storia
Le uova alla diavola hanno alcuni antenati che sarebbero le uova bollite preparate nell'Antico Egitto e nell'Antica Roma. Tuttavia, il termine "alla diavola", in riferimento a ogni cibo piccante, tra cui le uova ripiene, venne usato per la prima volta solo nel XVIII secolo in Inghilterra, e il primo documento che usò tale termine per la prima volta risale al 1786.
In Piemonte le uova ripiene sono conosciute come uova alla bella Rosina (in piemontese oeuv a la bela Rosin), e prendono il nome da Rosa Vercellana, moglie morganatica di Vittorio Emanuele II divenuta celebre per la sua avvenenza e proprio per questo soprannominata bela Rosin. La leggenda vuole che Vercellana preparasse questo piatto al suo consorte quando questi si recava nella tenuta di Fontanafredda.

## Varianti

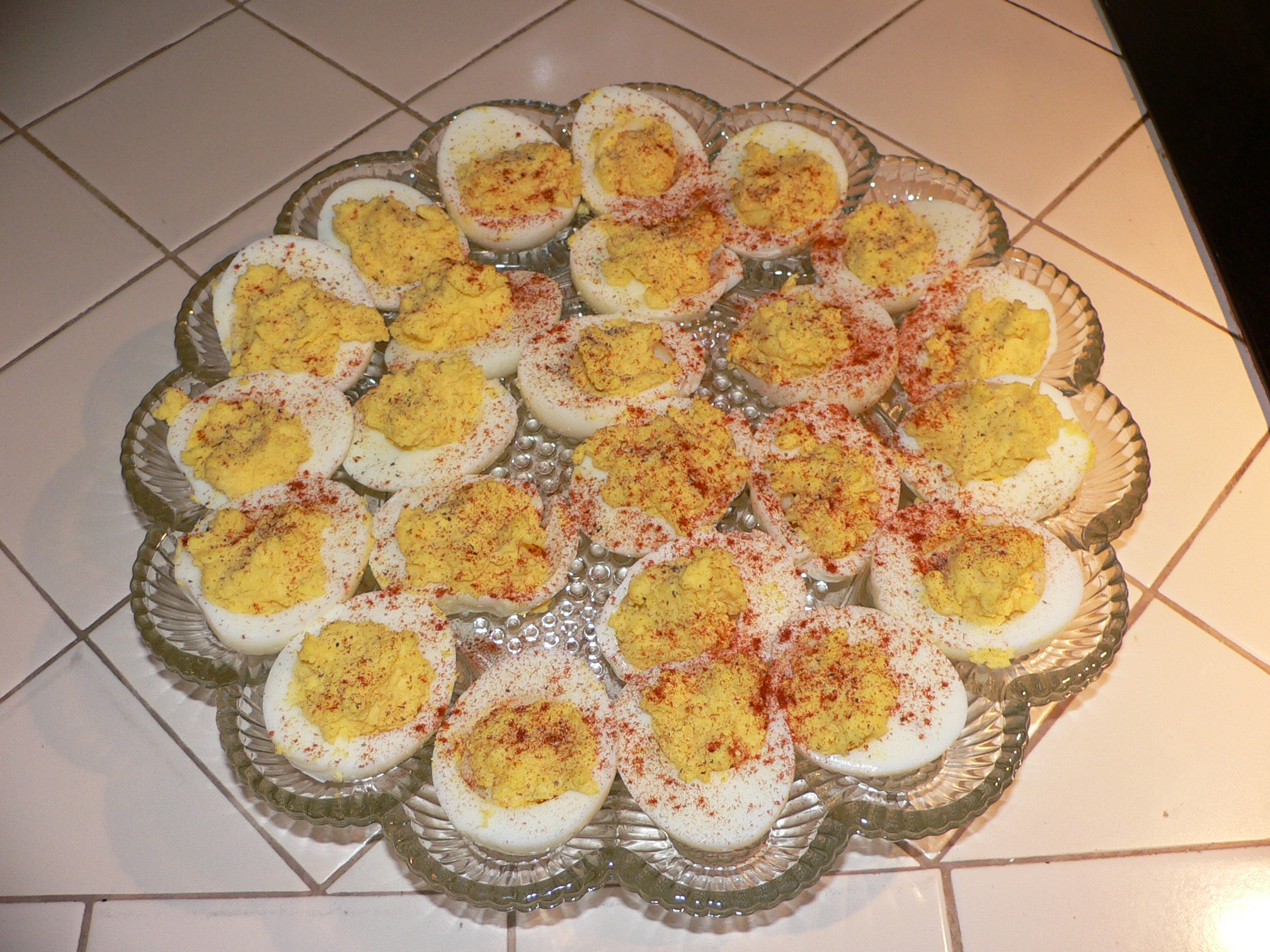
Un piatto di portata contenente uova ripiene nella versione "mimosa"

Nella versione detta "uova mimosa", un paio di tuorli vengono messi da parte per poi essere finemente "sbriciolati" e tale "polvere" di color giallo, distribuita uniformemente sul piatto di portata, dà così l'immagine dei fiori della mimosa.
In Piemonte e nel Friuli Venezia Giulia, dove sono tipiche, il tuorlo delle uova ripiene può anche essere mescolato con burro ammorbidito e acciughe.